# 營業費用
營業費用（英語：operating expense, OPEX）指的是運行企業的持續性、消耗性的支出，與之對照的是資本支出（英語：capital expenditure, CAPEX）。例如：購買影印機的支出屬於資本支出（CAPEX），而紙張、墨水、電力、維修的費用則屬於營業費用（OPEX）。在企業中，營運費用可能包含了員工薪資、設備租金、場地租金。
營運費用包含了：
- 維修、保養，如清除垃圾、影印機維修。
- 廣告
- 辦公室支出
- 律師費用
- 不動產租金、稅金
- 員工薪資

## 會計結算
（或) = （或) - (顧客折扣 + 退回 + 折讓)
 = （或) - 營業成本（或）
 =  - 營業費用 
息稅前利潤 =  + （即營業外收入 - 營業外支出）
 = 息稅前利潤 - 利息支出 - 稅 =  - 稅 
即：
 =  - 營業成本  - 營業費用 +  - 利息支出 - 稅 